# Велика (Болгарія)
Вели́ка (болг. Велика) — село в Бургаській області Болгарії. Входить до складу громади Царево.

## Населення
За даними перепису населення 2011 року у селі проживали 72 особи, з них 64 особи (97,0%) — болгари.
Розподіл населення за віком у 2011 році:
Динаміка населення: